# Piunquara
O igarapé Piunquara é um igarapé que banha o município de Laranjal do Jari, no estado do Amapá, no Brasil.

## Etimologia
"Piunquara" é um termo derivado do tupi antigo: significa "toca dos piuns", a partir da junção de pi'um, "pium" e kûara, "toca".